# Mchesi
Mchesi ist ein Verwaltungsbezirk (Ward) des Distrikts Tunduru in der tansanischen Region Ruvuma.

## Geografie
Mchesi liegt im Süden von Tansania etwa 50 Kilometer Luftlinie südlich der Distrikthauptstadt Tunduru an der Grenze zu Mosambik. Diese Grenze bildet der Fluss Rovuma. Der Bezirk grenzt im Norden an Mtina, im Osten an Lukumbule, im Süden an Mosambik, im Westen an Nalasi Mashariki und im Nordwesten an Mbesa. Bei der Volkszählung 2022 lebten 14.414 Menschen in 3873 Haushalten auf einer Fläche von 556 Quadratkilometern.

## Gliederung
Der Bezirk besteht aus fünf Gemeinden (Mtaa) mit 46 Orten (Kitongoji):
| Mchesi - Shuleni - Kilimbo - Godown - Silabu - Mkwajuni A - Mkwajuni B - Kagera - Mapera - Msikitini - Songambele - Liwawa - Kigawe - Nasanga - Hiari ya Moyo - Chiputa | Jiungeni - Mwembeni - Misufini - Melelani - Msasani - Msikitini - Songambele - Liwawa - Shuleni - Naikwanga | Mwenge - Minazini - Zanzibara - Mkwajuni - Pwilika - Ngwanga - Milimbo - Nyangu - Namajati - Amani Shuleni | Lukala - Shuleni - Gulioni - Msikitini - Magomeni - Mchoteka - Kariakoo - Ubwanali - Msasani | Mrusha - Shuleni - Msikitini - Muungano - Songambele - Pachani |

## Wirtschaft und Infrastruktur
- Bildung: Die Lukumbule Secondary School ist eine staatliche weiterführende Schule, die Mädchen und Burschen bis zur 4. Stufe ausbildet.[8]
- Gesundheit: In Mchesi liegt ein staatliches Gesundheitszentrum.[9] Zusätzlich gibt es staatliche Apotheken in den Gemeinden Mwenge und Lukala.[10][11]